# Palojce
Palojce je naselje u gradu Leskovcu, Jablanički upravni okrug, Srbija. Prema popisu iz 2022. godine u Palojcu je živjelo 329 stanovnika.